# Leucosyrinx luzonica
Leucosyrinx luzonica é uma espécie de gastrópode do gênero Leucosyrinx, pertencente a família Pseudomelatomidae.